# Derrick Rose
Derrick Martell Rose (* 4. Oktober 1988 in Chicago, Illinois) ist ein ehemaliger US-amerikanischer Basketballspieler, der zuletzt für die Memphis Grizzlies in der NBA aktiv war. Er spielt auf der Position des Point Guards. Rose wurde in der Saison 2008/09 Rookie of the Year sowie in der Saison 2010/11 mit 22 Jahren der jüngste MVP der NBA-Geschichte. Er galt als eines der größten Talente der NBA. Mehrere schwere Knieverletzungen raubten ihm jedoch über Jahre die Athletik, sodass er nicht wieder an seine Leistungen aus seinen ersten NBA-Jahren anknüpfen konnte.

## Jugend und Highschool
Derrick Rose wuchs mit seinen älteren Brüdern Dwayne, Reggie und Allen in der Obhut seiner alleinerziehenden Mutter Brenda auf. Er besuchte die Simeon Career Academy, spielte unter Coach Robert Smith und gewann mit seiner Highschool zwei State Championships.
Im Finale seiner Junior-Saison erzielte er eine Sekunde vor Schluss den entscheidenden Wurf zum 31:29-Sieg, wohingegen er im Endspiel seiner Senior-Saison lediglich zwei Freiwürfe verwandeln konnte, sein Team aber dennoch durch sieben Rebounds, vier Steals und acht Vorlagen zum Erfolg führte.
Zudem spielte man 2007 gegen Washington im United Center, der Arena der Chicago Bulls, sodass der Local Hero dort vor heimischem Publikum seine Qualitäten bei einem deutlichen Sieg unter Beweis stellen konnte. Simeon gewann die Chicago Public League Championships.
Als Junior erzielte er pro Spiel durchschnittlich 18 Punkten (bei acht Rebounds und acht Assists). In seiner Senior-Saison steigerte er sich auf 25 Punkte, neun Rebounds und acht Assists im Schnitt.
Als Krönung seiner Highschool-Laufbahn lief er im März 2007 beim All-American Game (All-Star Game der Highschool-Basketballer) auf, in dem er innerhalb einer Spielzeit von 22 Minuten auf fünf Punkte, sechs Rebounds und fünf Vorlagen kam und eine für seine Verhältnisse zurückhaltende Leistung ablieferte.
Zudem nahm er am 7. April 2007 am Hoop Summit (All-Star Game talentierter Nachwuchsspieler) teil und besiegte mit dem USA Basketball Men’s Junior Select Team das World Select Team mit 100:80. Rose konnte dazu vier Steals – Bestwert in seinem Team – und acht Punkte beisteuern.
Man wählte ihn 2007 in einer Abstimmung unter Trainern und Medienvertretern mit überwältigender Mehrheit zum Mr. Basketball von Illinois.

## College

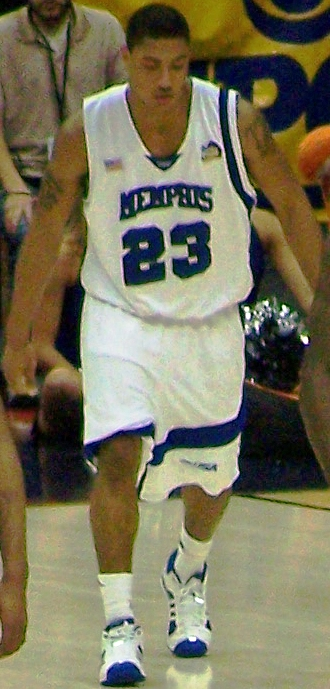
Rose als College-Spieler

Rose spielte für die Memphis Tigers unter Coach John Calipari und erreichte mit seinem Team das Finale der NCAA Division I Basketball Championship gegen die Kansas Jayhawks, in dem sie am 7. April 2008 mit 78:68 nach einer Verlängerung besiegt wurden.
Dennoch war dies nicht nur die erste Finalteilnahme der Tigers, man beendete die Saison zudem mit einer Bilanz von 38:2, was die meisten Siege in der NCAA-Division-I-Geschichte bedeutete. Rose selbst kam in seinem einzigen Jahr in der National Collegiate Athletic Association (NCAA) pro Spiel auf durchschnittlich 14,9 Punkte, 4,7 Assists und 4,5 Rebounds.

## National Basketball Association

### NBA-Saison 2008/09: Überzeugender Start in die Liga für die Chicago Bulls

#### NBA-Draft
Rose wurde in der NBA-Draft am 26. Juni 2008 als erster Spieler von den Chicago Bulls gewählt und lief in der Folge für sie mit der Trikotnummer 1 auf. Er war zu diesem Zeitpunkt erst der dritte Point Guard (nach Magic Johnson 1979 und Allen Iverson 1996), der in den letzten 30 Jahren als erster Pick ausgewählt wurde. Sein Talent und Potential auf der Position wurden im Vorfeld als außergewöhnlich eingeschätzt.
Bei seiner offiziellen Vorstellung als zukünftiger Spieler der Chicago Bulls zeigte er sich überwältigt: „I’m truly blessed. Everything has just been like a dream come true. […] This just tops it off – I’m playing at the highest level of basketball and it’s in my hometown. I really can’t believe it right now." (‚Ich bin wirklich gesegnet. Alles fühlt sich an, als würde ein Traum wahr werden. Mein ganzes Leben ist wie ein Traum. […] Das übertrifft alles – ich werde auf dem höchsten Level Basketball spielen – und das auch noch in meiner Heimatstadt. Ich kann es kaum glauben.‘)“.

#### Pro Summer League
Rose lief in der Orlando Pro Summer League am 7. Juli 2008 zum ersten Mal im Trikot der Chicago Bulls auf. Im ersten Spiel gegen die Miami Heat, bei denen Michael Beasley debütierte, unterlag man 94:70. Während er im ersten Viertel seinen ersten Korb für die Bulls per Korbleger erzielte, zeigte er sich erst ab dem dritten Viertel aggressiver und lieferte eine überzeugende Leistung. Er kam auf zehn Punkte, vier Assists und zwei Rebounds, leistete sich jedoch gleichzeitig fünf Ballverluste.
Am 8. Juli 2008 konnte man die Indiana Pacers im zweiten Vorbereitungsspiel mit 89:84 besiegen. Rose kam in knapp 29 Minuten auf neun Punkte, sieben Vorlagen und sechs Rebounds. In der Partie am 9. Juli 2008 gegen die Orlando Magic, die man mit 86:74 gewann, am 10. Juli 2008 gegen die New Jersey Nets, die man mit 84:68 verlor, und am 11. Juli 2008 gegen Oklahoma City Thunder, in der man mit 86:73 unterlag, saß Rose aufgrund von Kniebeschwerden ausschließlich auf der Bank.

#### Saisonvorbereitung
Rose musste am 14. Juli 2008 einen Gerichtstermin wahrnehmen, da er am 29. April 2008 mit 160 km/h – und damit 64 km/h zu schnell – auf dem Interstate Highway 88 in der Nähe von Aurora geblitzt wurde. Der Richter entschied, Rose unter eine halbjährige Beobachtung zu stellen, nach der seine Akte gelöscht wird, sollte er in diesem Zeitraum keine juristischen Probleme haben. Zudem muss er einen Sicherheitskurs besuchen. Rose ließ verlauten: „I learn from my mistakes. I did something stupid, and I'm just looking forward to the future." ("Ich lerne aus meinen Fehlern. Ich habe eine Dummheit begangen, jetzt blicke ich allerdings nach vorne.“).

#### Reguläre Saison

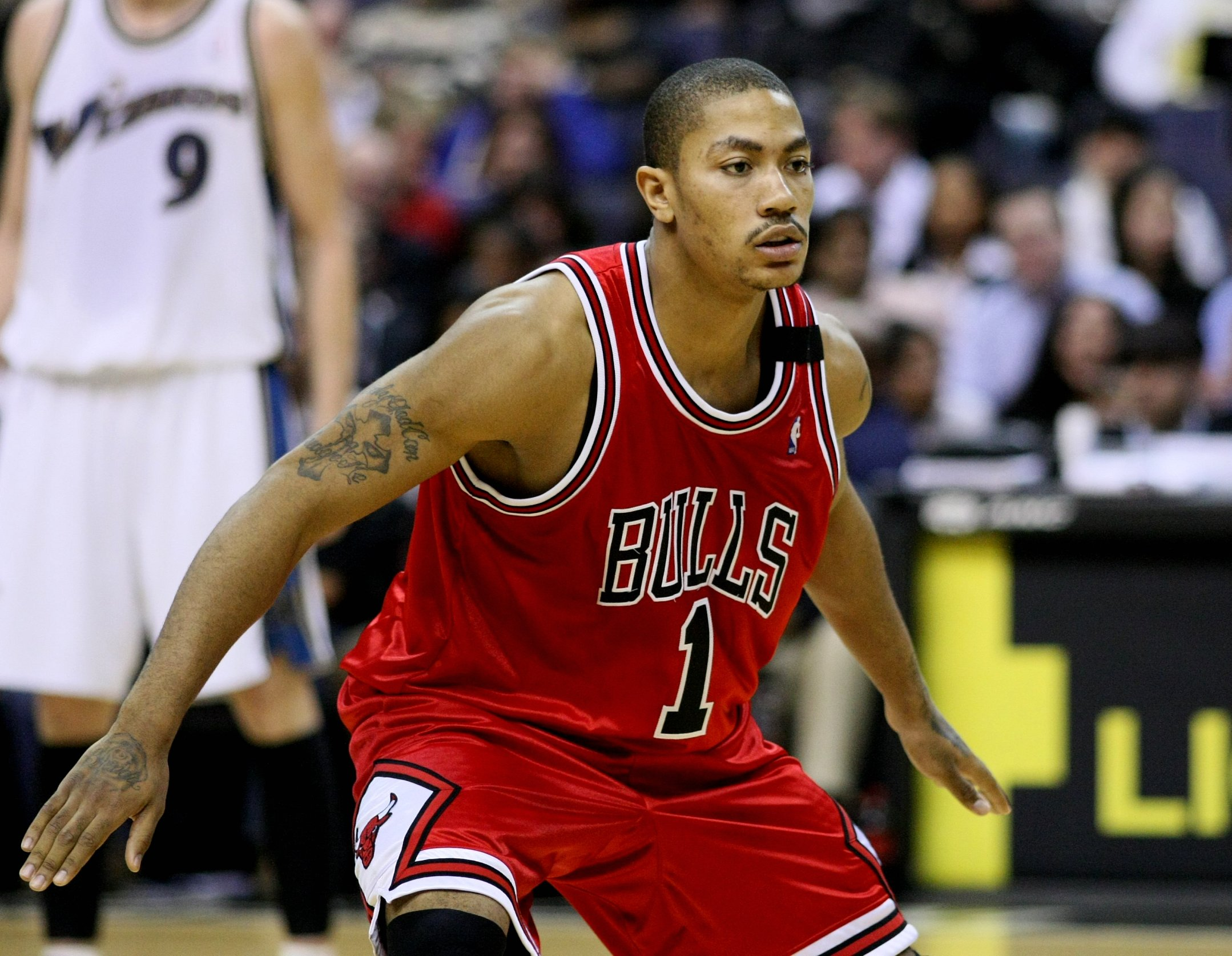
Rose in seiner ersten Profisaison

Rose spielte 81 der 82 Saisonspiele, davon 80 als Starter. Insgesamt stand er in dieser Saison 3000 Minuten auf dem Feld. Im Schnitt erzielte er 16,8 Punkte pro Partie (PPG), dazu 3,9 Rebounds (RPG) und 6,3 Assists (APG). Am Ende der Saison wurde er zum Rookie of the Year gewählt. Die Chicago Bulls erreichten mit einer Quote von 50 % (41 gewonnene und 41 verlorene Spiele) als siebtplatziertes Team der Eastern Conference die Playoffs, wo sie in der ersten Runde mit 3:4 den Boston Celtics unterlagen.

### NBA-Saison 2009/10: Etablierung als Franchise-Player der Chicago Bulls
In der Saison 2009/10 erreichte Rose einen Schnitt von 20,8 PPG, 6,0 APG und 3,8 RPG. Aufgrund dieser Leistungen wurde er ins NBA All-Star Team berufen. Laut einem Bericht vom Januar 2010 wurden Trikots, die mit Roses Namen beflockt waren, am häufigsten verkauft.

### NBA-Saison 2010/11: Beste Saison – bis dato jüngster MVP der NBA-Geschichte
In der Saison 2010/11 spielte Rose von Beginn an groß auf. Am 10. Dezember 2010 erzielte er 29 Punkte und 9 Assists beim ersten Sieg der Chicago Bulls über die Los Angeles Lakers seit dem 19. Dezember 2006.
Am 17. Januar 2011 erzielte Rose sein erstes Triple-Double in der NBA. Beim 96:84-Sieg gegen die Memphis Grizzlies verbuchte er 22 Punkte, 12 Assists und 10 Rebounds für sich und verhalf seinem Team zum 28. Sieg in 41 Spielen.
Am 3. Mai 2011 wurde Rose als zu dem Zeitpunkt jüngster Spieler aller Zeiten von der NBA zum Most Valuable Player (MVP) ernannt. Er war damit der erste Spieler der Chicago Bulls seit Michael Jordan im Jahre 1998, dem diese Ehre zuteilwurde.

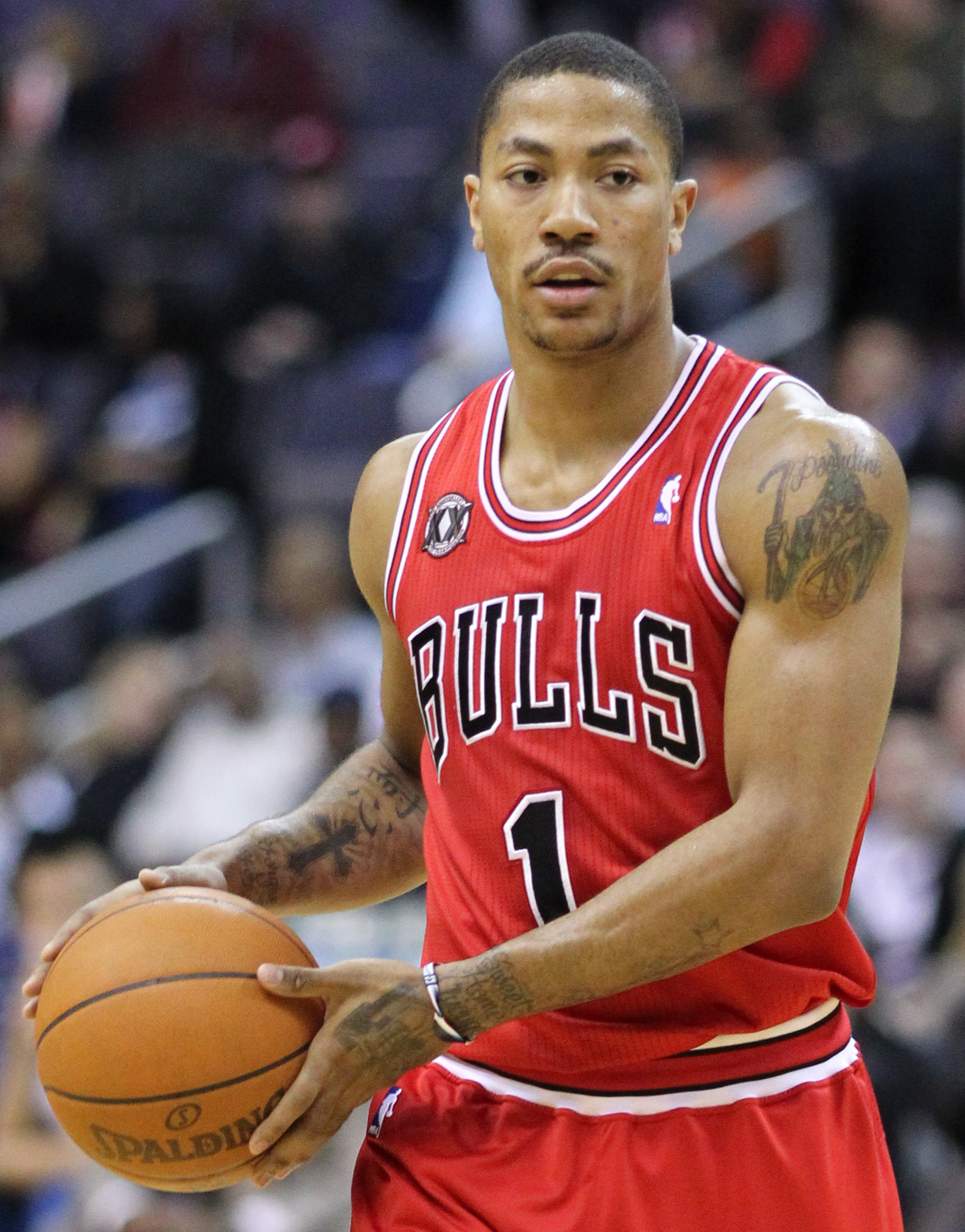
Rose während der NBA-Saison 2010/11

In seinen 81 absolvierten Saisonspielen, die er alle als Mitglied der Startformation bestritt, erzielte er 25.0 PPG, 7,7 APG und 4,1 RPG – zu dem Zeitpunkt Karrierebestwerte in diesen Kategorien.

### NBA-Saison 2011/12: Erste schwere Verletzung zum Saisonende
Kurz vor Beginn der verkürzt ausgetragenen Saison 2011/12 (lediglich 66 Saisonspiele, von denen Rose 39 absolvierte) verlängerte Rose seinen noch bis zum Ende der Saison laufenden Vertrag vorzeitig für 94 Millionen Dollar um fünf Jahre. Er beendete die reguläre Saison mit 21,8 PPG, 7,9 APG und 3,4 RPG.
Im ersten Playoffspiel gegen die Philadelphia 76ers stand er im 4. Viertel noch auf dem Feld, obwohl das Spiel schon entschieden war, und zog sich einen Kreuzbandriss im linken Knie zu.

### NBA-Saisons 2012/13–2015/16: Durchwachsene Jahre bei den Chicago Bulls
Rose setzte die gesamte Saison 2012/13 aus und nutzte die Verletzungspause für Rehamaßnahmen. Er kehrte zur Saison 2013/14 zurück und absolvierte 10 Spiele für die Bulls, ehe er sich am 22. November 2013 am Meniskus im rechten Knie verletzte und für den Rest der Saison ausfiel. Rose erholte sich von seiner Verletzung und nahm an der Basketball-WM 2014 teil, bei der er mit dem US-Team die Goldmedaille gewann. Im Folgejahr (Saison 2014/15) konnte Rose erstmals seit der Saison 2010/11 wieder mehr als 50 Spiele absolvieren. In 51 Spielen erzielte er dabei 17,7 PPG und 4,9 APG in 30 Minuten Einsatzzeit pro Spiel. Er schlug sich zwar während der Saison mit immerwiederkehrenden Knieproblemen herum, erreichte dennoch mit den Bulls die Playoffs und nahm zum ersten Mal nach drei Jahren wieder an einem Playoffspiel teil.
In der Saison 2015/16 absolvierte er 66 Partien für die Bulls, allesamt als Starter. Hierbei konnte er Statistiken in Höhe von 16,4 PPG, 4,7 APG und 3,4 RPG erzielen.

### NBA-Saisons 2016/17 und 2017/18: Neustart in New York und Cleveland

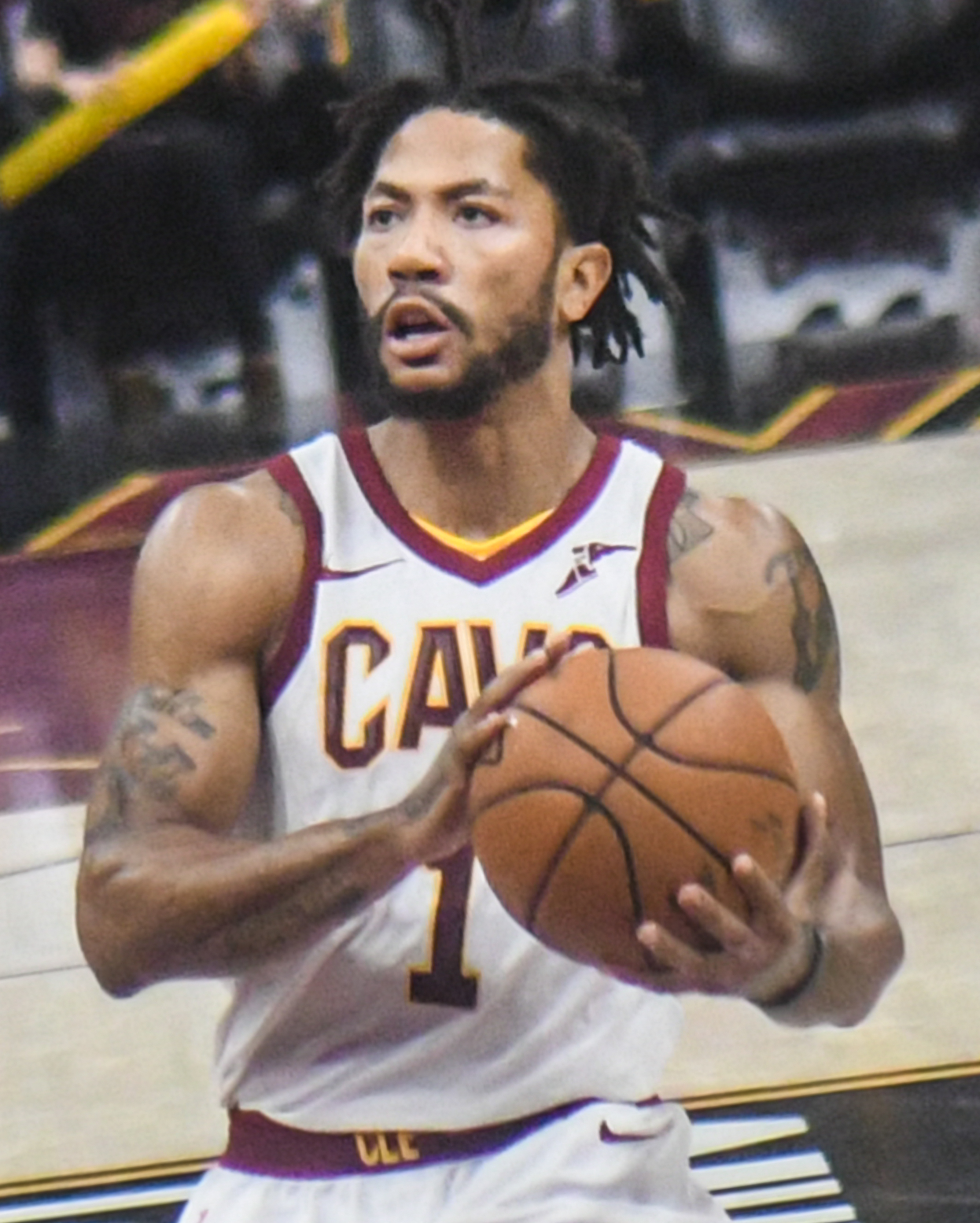
Rose stand eine Spielzeit bei den Cavaliers unter Vertrag, bestritt jedoch nur 16 reguläre Saisonspiele für das Team

Da der Vertrag von Rose im Sommer 2017 ausgelaufen und er dann Free Agent geworden wäre, nutzten die Chicago Bulls die Möglichkeit, ein Tauschgeschäft zwischen ihnen und den New York Knicks abzuwickeln, um noch einen Gegenwert für Rose zu erhalten. Im Sommer 2016 wurde Rose zusammen mit Justin Holiday und einem Zweitrunden-Pick nach New York abgegeben. Im Gegenzug erhielt Chicago den Center Robin Lopez und die Point Guards Jerian Grant und José Calderón.
Nach nur einem Jahr verabschiedete sich Rose mit einer Statistik von 18,0 PPG, 3,8 RPG und 4,4 APG wieder aus New York und wurde wie erwartet Free Agent. Er nutzte die Möglichkeit im Sommer 2017, um bei dem Titelaspiranten Cleveland Cavaliers zu unterschreiben, wo er unter anderem mit dem Superstar LeBron James zusammen spielte. Dort absolvierte er jedoch nur 16 Spiele (davon 7 als Starter), in denen er neben 9,8 PPG im Schnitt 1,8 RPG und 1,6 APG auflegen konnte.
Am Trade Deadline Day 2018 wurde Rose mit Jae Crowder zu den Utah Jazz getradet. Die Jazz entließen jedoch Rose kurz danach, so dass er Free Agent wurde. Spiele für die Jazz absolvierte Rose nicht. Im Anschluss an die Entlassung unterzeichnete Rose einen Vertrag bis Saisonende bei den Minnesota Timberwolves. Hier bestritt er noch 9 Spiele (stets als Bankspieler), in denen er durchschnittlich 5,8 PPG, 1,2 APG und 0,7 RPG erzielen konnte.

### NBA-Saisons 2018/19 und 2019/20: „Sechster Mann“ in Minnesota und Detroit
In der Saison 2018/19 erzielte Rose am 31. Oktober 2018 beim 128:125-Sieg der Timberwolves über die Utah Jazz einen Karriererekord von 50 Punkten. Im Februar 2018 erlitt er eine Verletzung des Knöchels und später des rechten Elbogens und fiel damit für den Rest der Saison aus. Bis dahin konnte Rose überzeugen und erzielte für die Timberwolves 18,0 PPG und 4,3 APG, zudem traf er respektable 48 % aus dem Feld und 37 % von der Dreipunktlinie. Er absolvierte 51 Partien in dieser Saison, kam jedoch meistens von der Bank (lediglich 13 Einsätze in der Starting Five). In der Statistik „Per 36 Minutes“ (pro 36 Minuten Spielzeit) entsprachen seine erzielten Punkte einem Schnitt von durchschnittlich erzielten 23,7 Punkten, wodurch er nahezu wieder an seine Zahl aus der Saison 2010/11, seinem besten Jahr, anknüpfen konnte (damals durchschnittlich 24,1 Punkte in der Kategorie „Per 36 Minutes“). In dieser Saison erreichte Rose die Marke von 10.000 NBA-Punkten.
Zur Saison 2019/20 wechselte Rose zu den Detroit Pistons. Auch dort fungierte er als Bankspieler. In der ersten Saisonhälfte absolvierte er 38 Partien, davon lediglich 4 als Starter. Dabei gelangen ihm 18,4 PPG, 2,4 RPG und 5,8 APG; in der Kategorie „Per 36 Minutes“ konnte er mit durchschnittlich 25,4 Punkten sogar seinen bisherigen Karrierebestwert übertreffen. Nach vielen Jahren mit Verletzungen und langen Reha-Phasen erlangte Rose in Minnesota und Detroit seine Athletik und Spielqualitäten zurück, galt mehrfach als Kandidat für den Sixth Man of the Year Award („bester sechster Mann; bester Bankspieler“) und bekam in Detroit von seinem Trainer Dwane Casey oft in der sogenannten „Crunch Time“ (Endphase eines Spiels mit knappem Ausgang) das Vertrauen.

### NBA-Saison 2020/21 bis 2022/23: New York Knicks
Anfang Februar 2021 wurde bekanntgegeben, dass Derrick Rose für Dennis Smith Jr. und einen Pick in der zweiten Runde des NBA-Draft 2021 zu den New York Knicks getauscht wurde.
Am 21. Mai 2021 wurde veröffentlicht, dass Rose neben Jordan Clarkson und Joe Ingles als Finalist für den NBA Sixth Man of the Year Award gewählt wurde, vier Tage später, am 25. Mai, wurde Jordan Clarkson zum Gewinner ernannt.
Am 28. Mai 2021, in Spiel 3 der ersten Runde der NBA-Playoffs gegen die Atlanta Hawks, stand Rose das erste Mal seit der zweiten Runde 2015 in der Startaufstellung eines Playoff-Spiels. Er erzielte 30 Punkte (Saisonbestwert), sechs Rebounds und fünf Assists, schaffte es jedoch nicht die New York Knicks zum Sieg zu führen.
Am 18. August 2021 verlängerten die Knicks den Vertrag um drei Jahre. Am 17. Dezember erlitt Rose bei einem Sieg über die Houston Rockets eine Verletzung am rechten Knöchel. Fünf Tage später wurde operiert und fiel für zunächst zwei Monate aus. Am 25. Februar 2022 unterzog sich Rose einem weiteren Eingriff am Knöchel und musste erneut lange pausieren.
Nachdem die Knicks im Juni 2023 Roses Teamoption für die Folgesaison abgelehnt hatten, wurde er zu einem Free Agent. Am 3. Juli 2023 unterschrieb Rose bei den Memphis Grizzlies und kehrte somit in jene Stadt zurück, in der er bereits das College besucht hatte. In Anlehnung an die damalige Zeit entschied er sich dafür, die Nummer 23 zu tragen, dieselbe Nummer, die er als Collegespieler für die Memphis Tigers getragen hatte.

## NBA-Statistiken

### Regular Season
| Saison   | Team                | GP  | GS  | MPG  | FG % | 3P %  | FT % | RPG | APG | SPG | BPG | PPG  |
| -------- | ------------------- | --- | --- | ---- | ---- | ----- | ---- | --- | --- | --- | --- | ---- |
| 2008–09  | Chicago             | 81  | 80  | 37.0 | .475 | .222  | .788 | 3.9 | 6.3 | 0.8 | 0.2 | 16.8 |
| 2009–10  | Chicago             | 78  | 78  | 36.8 | .489 | .267  | .766 | 3.8 | 6.0 | 0.7 | 0.3 | 20.8 |
| 2010–11  | Chicago             | 81  | 81  | 37.4 | .445 | .332  | .858 | 4.1 | 7.7 | 1.0 | 0.6 | 25.0 |
| 2011–12  | Chicago             | 39  | 39  | 35.2 | .435 | .312  | .812 | 3.4 | 7.9 | 0.9 | 0.7 | 21.8 |
| 2013–14  | Chicago             | 10  | 10  | 31.1 | .354 | .340  | .844 | 3.2 | 4.3 | 0.5 | 0.1 | 15.9 |
| 2014–15  | Chicago             | 51  | 51  | 30.0 | .405 | . 280 | .813 | 3.2 | 4.9 | 0.7 | 0.3 | 17.7 |
| 2015–16  | Chicago             | 66  | 66  | 31.8 | .427 | . 293 | .793 | 3.4 | 4.7 | 0.7 | 0.2 | 16.4 |
| 2016–17  | New York            | 64  | 64  | 32.5 | .471 | . 217 | .874 | 3.8 | 4.4 | 0.7 | 0.3 | 18.0 |
| 2017–18  | Cleveland/Minnesota | 25  | 7   | 16.8 | .435 | .233  | .870 | 1.4 | 1.5 | 0.4 | 0.2 | 8.4  |
| 2018–19  | Minnesota           | 51  | 13  | 27.3 | .482 | .370  | .856 | 2.7 | 4.3 | 0.6 | 0.2 | 18.0 |
| 2019–20  | Detroit             | 50  | 15  | 26.0 | .490 | .306  | .871 | 2.4 | 5.6 | 0.8 | 0.3 | 18.1 |
| 2020–21  | Detroit/New York    | 50  | 3   | 25.6 | .470 | .388  | .866 | 2.6 | 4.2 | 1.0 | 0.4 | 14.7 |
| 2021–22  | New York            | 26  | 4   | 24.5 | .445 | .402  | .968 | 3.0 | 4.0 | 0.8 | 0.5 | 12.0 |
| 2022–23  | New York            | 27  | 0   | 12.5 | .443 | .302  | .917 | 1.5 | 1.7 | 0.3 | 0.2 | 5.6  |
| 2023–24  | Memphis             | 24  | 7   | 16.6 | .461 | .366  | .889 | 1.9 | 3.3 | 0.3 | 0.1 | 8.0  |
| Gesamt   | Gesamt              | 723 | 518 | 30.5 | .456 | .316  | .831 | 3.2 | 5.2 | 0.7 | 0.3 | 17.4 |
| All-Star | All-Star            | 3   | 2   | 21.0 | .517 | .667  | .500 | 1.3 | 4.0 | 1.3 | 0.0 | 11.0 |

### Playoffs
| Saison  | Team      | GP | GS | MPG  | FG % | 3P % | FT %  | RPG | APG | SPG | BPG | PPG  |
| ------- | --------- | -- | -- | ---- | ---- | ---- | ----- | --- | --- | --- | --- | ---- |
| 2008–09 | Chicago   | 7  | 7  | 44.8 | .492 | .000 | .800  | 6.3 | 6.4 | 0.6 | 0.7 | 19.7 |
| 2009–10 | Chicago   | 5  | 5  | 42.5 | .456 | .333 | .818  | 3.4 | 7.2 | 0.8 | 0.0 | 26.8 |
| 2010–11 | Chicago   | 16 | 16 | 40.6 | .396 | .248 | .828  | 4.3 | 7.7 | 1.4 | 0.7 | 27.1 |
| 2011–12 | Chicago   | 1  | 1  | 37.2 | .391 | .500 | 1.000 | 9.0 | 9.0 | 1.0 | 1.0 | 23.0 |
| 2014–15 | Chicago   | 12 | 12 | 37.8 | .396 | .348 | .897  | 4.8 | 6.5 | 1.2 | 0.5 | 20.3 |
| 2017–18 | Minnesota | 5  | 0  | 23.8 | .509 | .700 | .857  | 1.8 | 2.6 | 0.4 | 0.0 | 14.2 |
| 2020–21 | New York  | 5  | 3  | 35.0 | .476 | .471 | 1.000 | 4.0 | 5.0 | 0.4 | 0.2 | 19.4 |
| 2022–23 | New York  | 1  | 0  | 3.0  | .000 | .000 | .000  | 0.0 | 1.0 | 0.0 | 0.0 | 0.0  |
| Gesamt  | Gesamt    | 52 | 44 | 37.7 | .426 | .322 | .845  | 4.3 | 6.3 | 0.9 | 0.5 | 21.9 |

## Nationalmannschaft
Seitens der US-amerikanischen Nationalmannschaft gab man am 16. Juli 2008 bekannt, dass Rose in das USA Basketball Men’s Select Team (Team aus meist jungen, talentierten Spielern, das dem Team USA bei der Vorbereitung auf ein großes Turnier als Trainingsgegner helfen soll) berufen wurde. Dieses Trainingscamp für die Olympischen Spiele 2008 fand zwischen dem 21. und 24. Juli 2008 statt. Im Jahr 2010 spielte er bei der FIBA Weltmeisterschaft für das Team USA und gewann mit ihr die Goldmedaille. 2012 wurde er in den vorläufigen Kader für die Olympischen Spiele in London berufen. Aufgrund seines Kreuzbandrisses, den er in den NBA-Playoffs erlitt, gehörte er jedoch nicht zum endgültigen Aufgebot.
Mit dem US-Team wurde Rose bei der Basketball-Weltmeisterschaft 2014 in Spanien Weltmeister.

## Persönliches
Während seiner High-School-Zeit war Rose mit Dana Lambert liiert, deren Zwillingsschwester Donna mit Michael Jordans Sohn Marcus zusammen war. „The first time I met Michael, he said to me, 'What's your name?'. I said 'Derrick'. Then he smiled and said 'I'm just playing. I know who you are.' That was pretty cool." ("Als ich Michael zum ersten Mal traf, fragte er mich, 'Wie heißt Du?'. Ich antwortete, 'Derrick'. Dann lächelte er und sagte, 'War nur ein Witz. Ich weiß, wer Du bist.' Das war ziemlich cool.“)
Rose hat den Spitznamen „Pooh“. Er bekam ihn als Kind von seiner Großmutter verliehen, da er Süßigkeiten liebte wie Winnie-the-Pooh. Auf diesen Spitznamen bezieht sich auch seine Tätowierung auf seinem linken Bizeps. Dort ist ein Zauberer zu sehen, der in der rechten Hand einen Zauberstab hält und in der linken Hand einen Basketball berührt. Darüber befindet sich der Schriftzug: „Poohdini“.
Er ist verheiratet und hat drei Kinder.

## Sonstiges
- Während der Nennung der „Starting Five“ wird in der NBA als Herkunft der Spieler normalerweise das College genannt, von welchem der Spieler gedraftet wurde. So wird es eigentlich auch bei den Chicago Bulls gehandhabt, jedoch bildete Derrick Rose eine Ausnahme: Statt mit „From the University of Memphis“ wurde Rose stets mit „From Chicago“ angekündigt, um zu verdeutlichen, dass er damit seine Heimatstadt vertritt.

- Während seiner Highschool-Karriere auf der Simeon Career Academy trug er – wie unter anderem Nick Anderson (der erste Spieler, der von den Orlando Magics nach deren Gründung 1989 gedraftet wurde) – die #25 in Andenken an Ben Wilson, der 1984 am Vorabend des Auftaktsspiels seiner Senior-Saison erschossen wurde. „Benji“ Wilson galt als bester Highschool-Basketballer seines Jahrgangs und führte sein Team 1984 gar zur Illinois State Meisterschaft.[35]

- Rose trug im Team der University of Memphis die #23. Mit ihr konnte Rose bei den Chicago Bulls jedoch nicht auflaufen, da Michael Jordan diese Nummer trug und sie ihm zu Ehren nicht mehr vergeben wird (retired number).

- Sein Agent ist B. J. Armstrong. Dieser ist ein ehemaliger Point Guard der Chicago Bulls, errang im Team um Michael Jordan zwischen 1991 und 1993 drei Meistertitel und wurde 1994 ins All-Star-Team berufen. Mit ihm hat er sich zudem fernab der Heimat in Los Angeles (Kalifornien) auf die NBA-Workouts (Trainingseinheiten, welche die Clubs mit den Draftkandidaten absolvieren, um deren Talent und Potential exakt einschätzen zu können) vorbereitet.[36]

- Als Rose am Tag der NBA Draftlotterie seinen Management-Vertrag abschloss, fragte ihn sein Agent halb im Scherz, bei welchem Verein er seine Laufbahn am liebsten beginnen würde. “Everyone in the room just started laughing because we thought it was impossible.” (deutsch: „Alle im Raum lachten, da wir dachten, es wäre unmöglich.“). Die Chance, dass die Bulls als Erstes gezogen würden, lag bei 1,5 %. “When the Bulls got the No. 1 pick I was just looking at the TV like, 'This can't be true.'” (deutsch: „Als die Bulls dann als Erstes gezogen wurden, schaute ich nur auf den Fernseher und dachte: 'Das kann doch nicht wahr sein.'“)[37]

- Sein Lieblingsspieler ist LeBron James von den Los Angeles Lakers. Über ihn sagte er zudem: „[Seeing the Bulls win the draft lottery], I just thought about LeBron James. I thought he was the luckiest player in the world, to get to play in his home city." ("[Als ich sah, dass die Bulls die Draftlotterie gewannen], dachte ich an LeBron James. Ich fand, er müsste der glücklichste Spieler der Welt sein, da er in seiner Heimatstadt spielen darf.“)[38]

- Rose unterzeichnete einen Vertrag mit dem Sportartikelhersteller Adidas, der dadurch sein offizieller Ausrüster für Schuhe wurde. Dies wurde am 25. Juli 2008 bekannt gegeben.[39]

- In seinem ersten Playoff-Spiel überhaupt gegen die Boston Celtics am 18. April 2009 stellte Rose mit erzielten 36 Punkten gleich einen NBA-Rekord ein. Nie erzielte ein Rookie in seinem ersten Postseason-Spiel mehr Punkte. Er teilt sich den Rekord mit NBA-Legende Kareem Abdul-Jabbar.[40]

- 2012 verdiente Derrick Rose 14,4 Millionen Euro (18,8 Mio. US-Dollar) und zählte damit zu den Top 10 der bestbezahlten NBA-Spielern.[41]

- Am 4. Januar 2025 gaben die Chicago Bulls bekannt, Roses Trikotnummer 1 zukünftig nicht mehr zu vergeben. Damit ist Rose der fünfte Spieler der Bulls, dessen Nummer zurückgezogen („retired“) wurde. Die Zeremonie dazu soll im Laufe der Saison 2025/26 abgehalten werden.

## Auszeichnungen

### NBA
- NBA Regular Season MVP (2011)
- All-NBA First Team (2011)
- 3-maliger NBA All-Star (2010, 2011, 2012)
- NBA Rookie of the Year (2009)
- NBA All-Rookie First Team 2009
- NBA All-Star Weekend Skills Challenge Champion (2009)

### International
- Berufung in das USA Basketball Men’s Select Team (2008)
- Berufung in die USA-Auswahl (2010)
- FIBA Basketball-Weltmeisterschaft (Goldmedaillengewinner) (2010 und 2014)

### College
- Teilnahme am NCAA Championship Game (2007)
- Conference USA Freshman Of The Year (2008)

### High School
- State Championship (2006, 2007)
- Chicago Public League Championship (2007)
- Teilnahme am All-American Game (2007)
- Hoop Summit (2007)
- Mr. Basketball Of Illinois (2007)